# Rajd Costa Smeralda 1984
Rajd Costa Smeralda 1984 (7. Rally Costa Smeralda) – 7 edycja rajdu samochodowego Rajd Costa Smeralda rozgrywanego we Włoszech. Rozgrywany był od 29 do 29 kwietnia 1984 roku. Była to piętnasta runda Rajdowych Mistrzostw Europy w roku 1984 (rajd miał najwyższy współczynnik - 4).

## Klasyfikacja rajdu
| Miejsce                      | Kierowca                     | Pilot                        | Samochód                     | Czas                         | Strata                       |                              |
| Klasyfikacja generalna i ERC | Klasyfikacja generalna i ERC | Klasyfikacja generalna i ERC | Klasyfikacja generalna i ERC | Klasyfikacja generalna i ERC | Klasyfikacja generalna i ERC | Klasyfikacja generalna i ERC |
| ---------------------------- | ---------------------------- | ---------------------------- | ---------------------------- | ---------------------------- | ---------------------------- | ---------------------------- |
| 1.                           | Henri Toivonen               | Juha Piironen                | Porsche 911 SC RS            | 6:53:47                      | 0.0                          |                              |
| 2.                           | Carlo Capone                 | Sergio Cresto                | Lancia 037 Rally             | 6:54:44                      | +57                          |                              |
| 3.                           | Dario Cerrato                | Giuseppe Cerri               | Opel Manta 400               | 7:07:04                      | +13:17                       |                              |
| 4.                           | Luigi Battistolli            | Claudio Berro                | Ferrari 308 GTB              | 7:18:53                      | +25:06                       |                              |
| 5.                           | Salvador Servià              | Jordi Sabater                | Opel Manta 400               | 7:23:55                      | +30:08                       |                              |
| 6.                           | Giovanni Del Zoppo           | Elisabetta Tognana           | Talbot Samba Rallye          | 7:37:43                      | +43:56                       |                              |
| 7.                           | Gabriele Noberasco           | Paolo Spollon                | Fiat Ritmo Abarth 130 TC     | 7:38:58                      | +45:11                       |                              |
| 8.                           | Vittorio Carlino             | Mario Silvetti               | Lancia 037 Rally             | 7:39:13                      | +45:26                       |                              |
| 9.                           | Paolo Vittadini              | Guido Novaro                 | Ford Escort RS               | 7:49:49                      | +56:02                       |                              |
| 10.                          | Auguste Turiani              | Gérard Bori                  | Opel Manta GT/E              | 8:01:00                      | +1:07:13                     |                              |